# Attaque contre le registre de la population d'Amsterdam

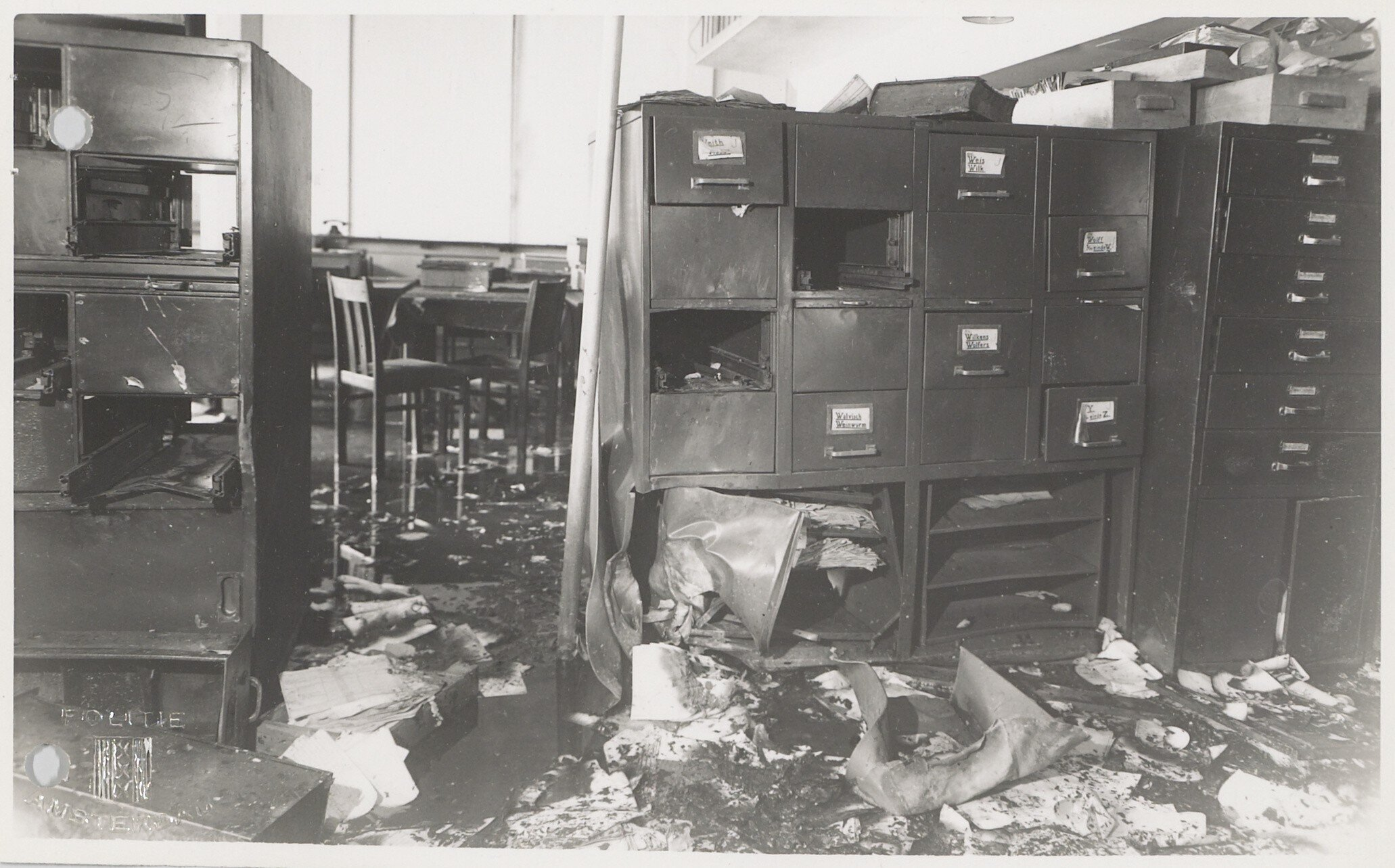
L'état des classeurs après l'attaque.

L'attaque contre le registre de la population d'Amsterdam est une opération de résistance contre le troisième Reich conduite le 27 mars 1943 par la résistance intérieure aux Pays-Bas. Parmi les résistants qui participent à ce sabotage figurait le peintre Willem Arondeus.
L'attaque vise à empêcher l'identification par les nazis des juifs dans les registres en vue de leur arrestation. Cette opération n'est que partiellement réussie et a conduit à l'exécution de 12 participants. Néanmoins, de nombreux Juifs sont probablement sauvés de l'arrestation et de la déportation vers les camps d'extermination. 

## Contexte
Depuis 1851, les registres de la population d'Amsterdam comportaient les noms, lieu de naissance, religion et adresse de la population. Avec l'occupation allemande des Pays-Bas, le registre est utilisé pour traquer les Juifs et les résistants, et pour identifier qui est éligible à l'arbeidsinzet, des travaux forcés. Le plan de la résistance est donc de détruire ces registres.
Frieda Belifante participe à la destruction des registres d'état afin que les nazis ne puissent pas comparer les faux papiers avec les documents authentiques,. Étant femme, les autres résistants ne lui permettent pas de participer à l'opération de résistance. 

## Déroulement
Les résistants sont dirigés par Gerrit van der Veen (nl) et Willem Arondeus. Six d'entre eux portent des uniformes de la police, les trois autres sont en civil. Ils parviennent à pénétrer dans les lieux sous le prétexte de chercher des personnes suspectes. Les gardes sont neutralisés et endormis. Les résistants placent des bombes volées à Naarden en 1940, renversent les armoires et versent du benzol, un liquide inflammable, sur les papiers. Vers 23 heures, les bombes à retardement explosent, provoquant l'incendie du bâtiment. Comprenant ce qui se passe, les pompiers éteignent délibérément l'incendie plus lentement, ou bien versent une telle quantité d'eau que celle-ci abîme également les papiers.
15 % du registre de la population a été détruit dans l'incendie. Bien que d'un effet moindre qu'attendu, l'incendie a des conséquences morales importantes pour la population d'Amsterdam.

## Représailles

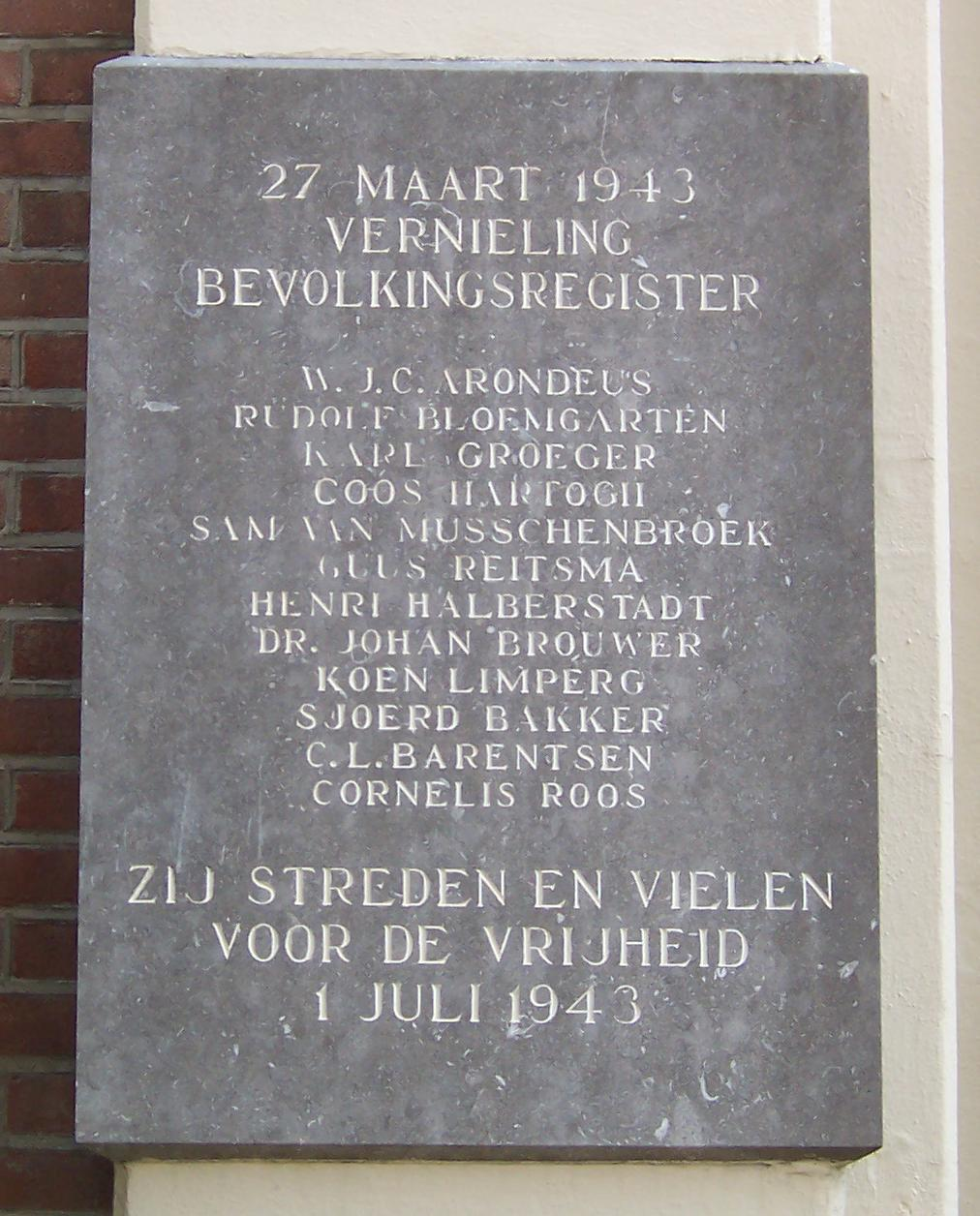
Plaque commémorative.

La Sicherheitsdienst offre immédiatement une forte récompense à qui lui permettra de retrouver les auteurs de l'attaque. Ceux-ci sont trahis, la plupart des résistants sont arrêtés, condamnés à mort le 1er juillet 1943 et exécutés le lendemain ou le jour même. Gerrit van der Veen parvient à s'échapper mais est exécuté en 1944 pour avoir attaqué la prison d'Amsterdam. Ne les voyant pas revenir son contact de l'operation, Frieda Belinfante entre dans la clandestinité et vit déguisée en homme pour éviter la Gestapo pendant 3 mois. Puisque sa présence met en danger ses proches, elle finit par quitter Amsterdam. 

## Mémoire
Willem Sandberg survit à la guerre et fait poser une plaque commémorative en 1946,.
De nombreux participants se voient décerner le titre Juste parmi les nations par l'État d'Israël. En 1984, chaque membre du groupe impliqué dans l'attaque est honoré par la reine Beatrix des Pays-Bas et reçoit la Croix du souvenir de la Résistance (Verzetsherdenkingskruis).